# Mepindolol
Mepindolol es el nombre genérico de un medicamento que actúa como antagonista de los receptores beta-adrenérgicos y es uno de los beta bloqueantes que tiene afinidad tanto por receptores beta-1 como beta-2.

## Indicaciones
El mepindolol se indica para el tratamiento de la angina de pecho, la hipertensión arterial y se usa también para el tratamiento de la glaucoma porque reduce la presión intraocular. A pesar de ser un beta bloqueante no selectivo, no se ha demostrado que la administración de mepindolol aumente significativamente los niveles de colesterol o ácidos grasos libres ni se le ha notado efecto agregante de las plaquetas.